# Shu-Aib Walters
Shu-Aib Walters (sinh ngày 26 tháng 12 năm 1981 ở Cape Town, Western Cape) là một cầu thủ bóng đá người Nam Phi thi đấu ở vị trí thủ môn cho Cape Town City ở Premier Soccer League.

## Đời sống cá nhân
Walters, một trong số ít các cầu thủ theo đạo Hồi, đến từ Mowbray.